# Škofjeloški pasijon
Škofjeloški pasijon (latinsko Processio locopolitana) je dramsko besedilo, ki ga je okrog leta 1715, z nadaljnjimi popravki do 1727, po predlogah starejših slovenskih pasijonskih procesij napisal loški kapucin, pater Lovrenc Marusič oziroma oče Romuald iz Štandreža. Škofjeloški pasijon je najstarejše ohranjeno dramsko delo v slovenščini in najstarejša ohranjena evropska režijska knjiga, edina iz baročnega obdobja. Besedilo je v slogu verzificiranih monologov nastopajočih oseb organizirano v 13 podob (slik), povzetih po svetopisemskih besedilih. Sestavlja ga 869 verzov v starološkem narečju, zaradi tega lingvisti domnevajo, da so pri izdelavi besedila očetu Romualdu (po rodu Primorcu) pomagali še domačini. Pasijon je zasnovan kot procesija, ki se zaustavlja na določenih točkah srednjeveške Škofje Loke.
Leta 2011 je ministrstvo za kulturo RS, skupaj z občino Škofja Loka, začelo pripravljati nominacijo Škofjeloškega pasijona za vpis na Unescov seznam nesnovne kulturne dediščine. 1. decembra 2016 je bil tudi sprejet na zasedanju v Adis Abebi. To je prvi primer slovenske dediščine na tem seznamu.

## Uprizoritve
V 18. stoletju so prireditve denarno omogočili kapucini, Bratovščina Presvetega Rešnjega telesa, verniki in država. Prva izvedba pasijona je bila prirejena kot spokorna procesija na veliki petek (petek pred veliko nočjo) 11. aprila 1721, enkrat letno so ga izvajali do leta 1751. Zaradi finančnih težav ga je leta 1768 odpravil goriški nadškof. Po dveh stoletjih je bil Škofjeloški pasijon ponovno predstavljen leta 1936 v okviru obrtno-industrijske razstave na dvorišču šole v Škofji Loki, v izvirni zasnovi (po mestnih ulicah) pa leta 1999, 2000, 2009 in 2015.
Škofjeloški pasijon je uglasbil slovenski skladatelj Alojz Srebotnjak (zasedba: sopran, alt, tenor, bas, mešani zbor in orkester). V priredbi Mete Hočevar je delo uprizoril tudi ansambel Ljubljanska Drama.
Zadnje uprizoritve pasijona so bile leta 2015, naslednja pa je predvidena za leto 2026.

## Novodobne uprizoritve Škofjeloškega pasijona
- 1999 in 2000, režiser Marjan Kokalj
- 2009, režiser Borut Gartner
- 2015[8], režiser Milan Golob (režiser)

## Slike (podobe)
Prvi del
Prva podoba: Raj
Druga podoba: Smrt
Drugi del
Tretja podoba: Gospodova (zadnja) večerja
Četrta podoba: Samson
Peta podoba: Krvavi pot
Šesta podoba: Bičanje
Tretji del
Sedma podoba: Kronanje
Osma podoba: Hieronim
Deveta podoba: Glejte, človek
Deseta podoba: Kristus na križu
Enajsta podoba: Mati sedem žalosti
Dvanajsta podoba: Skrinja zaveze
Trinajsta podoba: Božji grob

## Odlomki besedila
po zapisu Lovrenca Marusiča (očeta Romualda, 1721)

### Raj
- Angel z mečem:

Iz paradiža, tega veseliga luštniga kraja,
poberíte se, Adam inu Eva, vam angelc šraja!
Zakaj tukaj vas je ta kača močnu zapelala
Inu vás z velikimi nadlogami obdala.
Tukaj je samó prebivališe té nedolžnosti,
katero ste vi tukaj skuzi greh zgubili.
Poberíte se tedaj h ti veliki revnosti
V kateri bote noč inu dan upili.
- Hudič:

Ah, Adam, ah Eva, koku dougu sta ta vesele uživala,
kuko hitro, gnaga inu nadoloužnast soja zafračkala!
Sta otla Bogu glih inu enaka biti,
za vola tega sta mogla u moje roke priti.
Jest sem vam koker ena kača velika sreča oblubu,
jest sem vam po tem dobrem to hudu obudu.
skozi to pak je vsa nesreča čez vas stopila,
le-ta je vas za moje sužnje storila.
- Eva:

Ah, koku poznu sem jest spoznala,
de skuzi jabuku bom jest sama sebe zapelàla!
Kokû prevzetno sem jest otla k eni bogíni biti
Jenu sama sebe glih Bogu sturiti.
Skuzi katero pak sem sama sebe v nadlogo perpraula,
Inu ves človéski rod s tem strupam tega greha zadaula!
- Adam:

Ah, de bi jest sam sebi skuzi jabuku biu škodo sturu
ter nikar s tem strupam ta človeški rod pomuru,
bi se meni tolkajn moje srce ne stopilu!
Ali dokler videm, de z môno rèd vsèm ludem se je to zgodílu,
morem jest noč in dan žalvàt inu milu jókat,
doklèr sem v tém jarmu tega hudiča, kir morem milu stókat.
Ah, usmileni Boh, pridi ti meni k pomúči,
de bodemo mi zupet perpelani k naši luči.
- Adamovi otroci:

Ah, Adam, ti naš lubeznivi oča, kaj si ti sturu,
de si ti nas, boge otroke, s tem grižlam umúru,
skuzi kateriga si ti sgubu toja nedolžnost,
inu nàs perpravu v to večno sužnost,
de moremo tukaj nuč inu dan upiti,
oku očmo le-té nebesa zadobiti?

### Smrt
- Smrt:

Jest sem ta grenka smrt jemenvana,
Od teh visokih nebes na ta svet poslana.
Jest imam té papeže, škofe, korarje inu kardinale,
cesarje, firšte, hercoge, grofe inu mogočne krale,
tudi vse, kar živi na sveti,
imam pod moja oblast vzeti.
Ah, vi grešniki, skuste vaše oči odpreti
ter pomislite, kar živi, more enkrat umreti.
Doklér ste vi Božja zapoud prelomili,
zatu ste vi pod moja oblast stopili.
Smrtno britkust morete vi nositi
Inu skuzi to ojštro sulco prebodeni biti.

### Gospodova večerja
- Kristus:

Ah, peršla je moja ura inu čas,
de se jest bodem mougu ločit od vas.
Kir sem jest vas vseli močno lubu,
de bi biu vam ta večni leben zadubu,
jest bi otu ràd še dalje per vas ostati.
Kir pa se morem jest od vas podati,
moja lubezen pak tega neče trpeti,
de bi jest celú jemu proč od vas jéti,
očem tedaj vseli per vàs prebivati,
v štauti tega kruha vselej per vàs ostati.
Vzamite tadaj, to je moje živ telu,
kateri bode za ves volni svet trpélu!
Vzemite tudi ta kelih, v katerem je moja prava kri
inu premislite, de vaš mojster za vas rad smrt trpi.
Če bote s čistem srcam jedli inu pili,
taku se bote na večne čase veselili.
Oku pak bote le-to v naglavnim grehu prejeli,
taku bote na vekomaj v pakli goreli.
Vsi moji glidi so s težavami obdani,
kir jest videm eniga zapelaniga med vami.
On bode mene mojem sovražnikam čez dau
inu me tem Judam za trideseti srebrnikou predau.
- Apostoli:

Kodú je taisti? Povej nam, kateri bi jemu to sturiti,
jeno tebe bi otu s tem trplejnam umoríti!
Koku bi le-to sturu za te dobrote,
kir si ga ti vzeu pod toje peróte.
- Kristus:

Eden ’zmed vs dvanájst, kir sedi per mizi z mano,
bode sturu to veliko pregreho naznáno.
- Judež:

Sem morebiti jest taisti, od kateriga si začeu govoriti,
de bi jemu to veliko pregreho sturiti,
de bi jest tebe mojga mojstra čez dau
jeno tém Judam za trideseti srebrnikou predau?
- Kristus:

Ti sedaj sam si, kir si le-tó govoru:
ti bodeš mene s to veliko pregreho umoru.

### Bičanje
- Prvi Jud:

Hola bratje, poglejte to trdo žila,
koku se mu bode okuli hrbtà ovila.
Očem ga taku razmesart koker eno živino,
de le bomo zaslišali, kaj ima za eno štimo.
- Drugi Jud:

Le vedre po hrbtu, de bode vse odprtu,
in z gajžlami reztepeno inu z ostrogami rezbodeno.
- Prvi Jud:

Negou dijajne je le-tu bilu, kateru je vse to dobro zaslužilu,
de se bode to negovo truplu iz krvjo potilu.
- Drugi Jud:

Pusti ti mene ter poglej, kaj jest znam.
Jest mu očem vso negovo kožo rezbiti sam.
On ne bode obenimu človeku mogu podoben biti.
Taku mu ta lepo šlužbo sturiti.
- Angeli:

Ah, ti reztrgana roža inu zacmakána človeška podoba.
To gajžlajne je tebi sturilu le-ta velika nadloga!
Ah, de ni obena strela otela od nebes priti
inu temu neusmilenimu gajžlanju en konc sturiti.
Vsi ti angelci, kateri h toj šlužbi morejo perpravleni biti,
bi bili jemeli, o Jezus, na toje povele le-to sturiti.
Ah toja naizgruntana milost ni le-to perpustila,
temuč rada za té grešnike kri prelila.

### Krvavi pot
- Kristus:

Ah žalost, ah britkust moje dušice
h tebi, o nebeški oče, žalostno kliče.
Polèj, vsi moji glidi so s težavami obdani,
de bi le zadobu te grešnike, kir so zapelani.
Ja, moja duša mrtvaške težave trpí,
de bi le vsi k le-temo človeko h pomoči bilì.
Skuzi mojo britkust jeno krvavi pot
tebi ih perporočim, o Gospod!
Ta kelih, kateriga si ti meni napiu,
potem, kir je Adam nesrečno grešiu,
ga očem jest rad inu vilno spiti
jeno vsa moja kri za grešnika preliti,
de bi se temo človeku zupet te nebeška vrata odprle
jenu hudiču iz kremplou duše ’zdrle.
- Angeli:

Ah človek, prou tojga odrešenika pomisli
ter negovi krvavi pot k tojmu srcu pertisni.
Pogledaj, vsi negovi udje so iz krvjó obdani,
skuzi katero bodo vsi toj grehi oprani.
On tukaj veliko želo klečoč trpi,
de tebi inu usem grešnikam ta pomoč zadobi.
Ah grešnik, zapusti tedaj toje posvetne lušte,
kateri sturu tojmo odrešeniku velike britkuste.

### Kronanje
- Angeli:

Oh grešnik, spremisli tojeh grehov ostudnost
ter poglej na tojga odrešenika pohlevnost!
Kako špotliu je on kronan inu zapluván,
de le-ti biu zupet v nebesa perpelán.
A ti častito obličje, katero si nas vseh angelcov trošt inu vesele
obudi teh grešnikov srce inu žele!
Oh grešni človek, spouni na Jezusavo špotliu zaničevajne
ter poslušaj teh Judov groznu šentvajne.
- Juda:

Polèj moj bràt našiga krala,
koku mu bode le-ta trnavo krona lepo stala!
On oče naš kral biti,
za tega vola ga očmo iz trnova krona častiti,
De vsaki bode mougu vidit njegova čast inu hvala,
katera mu bode ta trnova krona dala.
On je naše firšte zaničvou,
sam sebe pa povikšvou,
našo vero doli tlaču
drugo pa naznano naprej vlaču.
On se je hvalu, de je božji sin,
ali njegova hvala bode skorej konec vzela inu spomin.

### Glejte, človek
- Pilat:

Poglejte ludje, ali je človeku podoben le-ta,
kateri je od nog do glave pouhen špotá,
kateriga ste vi taku groznu odrli
jeno neusmileno negou život odprli.
- Judje:

Na križ ga postavi! Križaj ga
jenu nikar veliku na šparaj ga,
doklèr on perjatu je teh grešnih ludi
jeno grešiti ž nimi se na zamudi.
- Farizej:

Ja, naša zapoved óče le-to,
de on ima umreti zato,
doklèr on se je sin Božji delou
jeno tokajn od nes zapelou.
- Pilat:

Poslušajte vsi urtl čez človeka tegà
jeno u vaših grešnih rokah v oblasti imejte gà,
dokler Jezus Nazarenski zapelauc teh ludi,
taku nej se čez njega ta sodbo zgodi,
kateri je zaničvavc našiga cesarja
inu koker en fouš Mesijas kervičnu šraja,
katero vse od viših je zadosti spoznano
ter on inu negovo djajne je k te smrti obdano,
kateriga na to špótlivo mesto ven pelíte
inu med dvema rezbojnika na križ ga perbite!
Ali jest moje roke nedoužnu umijem
jenu tega pravičniga kri žalujem.
Zatorej vi od le-tega bote težku rajtengo dali,
jeno tem žeplenskimu ognu da grla stali.
- Judje:

Naj čez nas jeno naše otroke se negovo kri snide,
da le on enkrat k ti špotlivi smrti pride.

### Kristus na križu
- Magdalena:

Zdej, zdej, ali prepoznu
se prestrašim groznu.
Morem jest spoznati inu obstati,
de zadosti je u grehih spati.
Jest, jest sem Kristuša vmorila,
peklenske martre zaslužila.
Dej ti meni,  o Kriste, tolku moči,
prelivat solze iz mojeh oči,
de jest bodem spoznala,
mojo pregreho objokala!
Spoznam, de sem jest to sturila,
skuzi pregreho tebe na križ perbila.
Zatorej, odpusti ti meni!
Oblubem zdej jest tebi,
óčem tavžentkrat mrtva biti,
koker več tebe razžaliti.

### Hieronim
- Hieronim:

Ah, Jezu, jest sem te velikokrat izžalu
ti pak se mene pred peklam ohranou.
Jest zdej poznam ta svet, te lušte jest zavržem,
me je žou, de tolkajn let sem biu temò podvržen.
Ah zdej, ah zdej spoznam dobroto inu gnado tojo,
de sem šenkou ta dan, da spoznam pregreho mojo.
Iz srca morem reč, de be lih jemou pogubite,
de nečem nikdar več mojga Jezusa užalite.
Ah Jezus, kako je to, da se mene zanešou,
kako je mogoče blo, de martre se odrešou?
Zdaj pa iz srca prosem, treše to nebo u mè,
ta zemla nej na noše sonce, nej še zaprè!
Bolše de jest umrjem, koker de be jest spet
biu v grehe pogróžen, ti pa na križ razpet

### Mati sedem žalosti
- Marija:

O žalost moja prevelika,
za vola Jezusa, mojga lubiga sinka,
kadar videm nega sveta glavo
taku rajneno inu krvavo,
mene sturi od žalosti upiti
jeno od solz moje oči zaliti.
Kadar pak gledam njega svetu obličje,
le-tó me k jokajnu žalostno k sebi kliče
to vse njega reztrgano sveto rešne teló,
katero je poprej, koker to sonce biló,
le-tó da meni uržah vselej jókati
jeno se premilo h témo plàkati.
O grešnik, le-to ti k srcu prou peli
jeno drži u tojih mislih vselej,
katero bode sturilu od tojih grehov odstupiti
jeno z mano to nebeško kralestvu zadobiti.

### Skrinja zaveze
Poglej kristjan, če ni le-to
velika gnada Božja,
de skoz martro Kristusovo
odrešen se od ogna.
Poklican bile sue z drugeme
ven ’s té ajdovske vere,
saslužou to zveličane,
té prave kršanske vere.
Evropa jeno Afrika
morejo na znane date,
tudi Azija jeno Amerika
morejo danes spoznate,
de kršanska vera je bla,
katera jeh je rešila
jeno vse skup zveličala
od pèkla odrešila.
Ah, hvalo mi tebi damo,
na križ rezpete Boh
jeno te zupet prosemo,
bode ti naš Gospod.
Tvoje gnade ohrane nas,
nam dej tvoja pomoč,
da na pride čez nas
ta peklenska večna noč.

### Božji grob
Vse v večjo slavo božjo.